# Carlos Caminondo
Carlos Caminondo Sáez (Lautaro, 28 de diciembre de 1937-Santiago 25 de julio de 2024) fue un dirigente agrícola y político chileno. Fue diputado entre 1990 y 2002.

## Familia y estudios
Los estudios básicos los realizó en la Alianza Francesa de Concepción, y los secundarios en el Colegio San José de Temuco. Tras finalizar su etapa escolar, ingresó a la Escuela de Aviación del Capitán Manuel Ávalos Prado, donde permaneció durante dos años.
Se casó con Carmen Calvo Plaza y tienen tres hijas.

## Dirigente agrícola
Fue dirigente agrícola en La Unión. En 1968 se desempeñó como presidente de la Asociación de Productores Agrícolas, hasta 1989; en 1987 fue fundador y director de Procarne; paralelamente, entre los años 1982 y 1989, ejerció la presidencia de la Federación Nacional de Cooperativas Lechera; fue asimismo, director y presidente de Colún, cargos a los que renunció en 1989.
Tuvo otros cargos directivos, en importantes empresas como, Berries de La Unión y Olifrut. Fue vicepresidente del Banco O'Higgins.

## Carrera política
En el ámbito político, fue uno de los gestores del Movimiento de Unión Nacional (MUN) de su zona; ingresó a Renovación Nacional (RN), cuando decidió presentar su candidatura a diputado en 1989. Resultó elegido, por el Distrito N.° 54, comunas de Panguipulli, Los Lagos, Futrono, Lago Ranco, Río Bueno, La Unión y Paillaco, para el período 1990-1994. Integró la Comisión Permanente de Vivienda y Desarrollo Urbano, fue miembro de las comisiones investigadoras de la Situación de Televisión Nacional y de la Quiebra de Lozapenco. Fue ,iembro de la Comisión Especial de Pueblos Indígenas y presidió el Comité parlamentario Agrícola de su colectividad.
Fue reelecto diputado, por el mismo Distrito N.° 54, para el período 1994-1998; integró la Comisión Permanente de Relaciones Exteriores, Asuntos Interparlamentarios e Integración Latinoamericana; y la de Derechos Humanos, Nacionalidad y Ciudadanía; y fue diputado reemplazante en la Comisión Permanente de Economía, Fomento y Desarrollo. Miembro de la Comisión Especial Legislativa de los Convenios del GATT. Miembro del Grupo Parlamentario Binacional Chileno-Francés, Chileno-Finlandés, Chileno-Brasilero y Chileno-Polaco, de los cuales ha sido vicepresidente.
En diciembre de 1997 fue reelecto diputado, por el Distrito ya mencionado, para el período 1998 a 2002.

## Últimos años
Tras las elecciones de 2001, Caminondo no fue reelecto por el Distrito N° 54, para el siguiente periodo, 2002-2006. Luego de concluir su último periodo en la Cámara, se dedicó exclusivamente a actividades empresariales.
Murió en Santiago, el 25 de julio de 2024 a los 86 años. 